# Sunius
Sunius is een geslacht van kevers uit de familie van de kortschildkevers (Staphylinidae).

## Soorten
- Sunius ferrugineus (Bierig, 1934)
- Sunius minutus (Casey, 1905)